# おさな妻
『おさな妻』（おさなづま）は富島健夫作の小説作品、またはそれを原作とした映画作品・テレビドラマ作品である。

## あらすじ
母の急死によって叔母の家に身を寄せることとなった女子高校生・玲子。保育園でアルバイトを始めた彼女はある女児と仲良くなった。女児も既に母を亡くしており、玲子をまるで母親のように慕う。やがて女児の父とも親しくなった玲子は彼と結婚することとなり、妻・母・学生の3役をこなすこととなった…。

## 映画版

### 1970年度版
1970年11月12日公開。大映制作、ダイニチ映配配給。角川映画よりDVDソフトとして販売されている（上映時間 86分）。同時上映『女子学園 悪い遊び』（日活制作）。

#### スタッフ
- 監督 - 臼坂礼次郎
- 脚本 - 白坂依志夫・安本莞二

#### キャスト
- 黛（吉川）玲子：関根恵子（現：高橋惠子）
- 吉川：新克利
- 坪内ミキ子
- 渡辺美佐子 ほか

#### 主題歌
- 関根恵子「愛の出発」「はじめての愛」（大映レコード）

### 1980年度版
1980年4月6日公開。にっかつ制作。一般映画制限付（地域によっては一般映画公開。DVD化時に成人指定に移行）
※富島健夫の小説とは関連していないオリジナル脚本。

#### スタッフ
- プロデューサー - 中川好久
- 脚本 - 鹿水晶子
- 撮影 - 山崎敏郎
- 照明 - 小林秀之
- 録音 - 福島信雅
- 美術 - 菊川芳江
- 編集 - 山田真司
- 助監督 - 川崎善広
- 色彩計測 - 森島章雄
- 製作進行 - 鶴英次
- 音楽 - 大野雄二

- 挿入歌

「愛の妖精」
作詞：荒木とよひさ
作曲編曲：大野雄二
唄：原悦子
「ひとり暮し」
作詞作曲：石黒ケイ
編曲：鈴木宏昌
唄：石黒ケイ
（ビクターレコード）
- 監督 - 白鳥信一

#### キャスト
- 吉本悦子：原悦子
- 吉本則夫：山本伸吾
- 滝沢ゆり子：三崎奈美
- 島元：矢崎滋
- 東美智：吉行和子（特別出演）
- 山田連太郎：桑山正一
- 山田せき：絵沢萠子
- 政人：
- アケミ：清水石あけみ
- 少女時代の悦子：中嶋朋子
- ラジオDJの声：吉田照美（クレジットなし）ほか

## 連続テレビドラマ版
1970年10月2日から1971年9月24日まで東京12チャンネル（現：テレビ東京）にて金曜20時から1時間の枠で放映された。東京12チャンネルとC.A.Lの制作。全50回。
本作を以てTX金曜20時枠のドラマは、1974年4月開始の海外作『ハタリ!アフリカ猛獣境』まで2年半中断、国産作は1982年3月に木曜20:00から移動した『もんもんドラエティ』まで10年5ヶ月中断するが、『もんもん』はドラマとバラエティ番組などの複合番組であるため、純粋なドラマは2006年10月20日開始の時代劇『逃亡者 おりん』まで35年中断、国産現代劇に至っては、2013年10月11日開始の『金曜8時のドラマ 刑事吉永誠一 涙の事件簿』まで、42年間中断する。
2013年5月9日から11月7日にかけて、CS293chファミリー劇場にて再放送された。
長年にわたりソフト化されていなかったが、2016年12月21日にDVDが発売された。

### スタッフ
- 制作担当：飯田聰、内田貴夫
- プロデューサー：沖原俊哉、東陽
- 脚本：西沢裕子、西島大、池田一朗、根本順善、板谷紀之、金子佳子、三枝睦明、高橋昇之助
- 監督：久松静児、阿部毅、板谷紀之、堀内真直、根本順善、馬越安彦、深沢清澄
- 音楽：坂田晃一
- 撮影技術：宮西良太郎
- 照明：小林恒雄
- 録音：丸山国衛、矢野勝久
- 編集：白江隆夫
- 色彩計測：長野豊昭
- 美術：加藤雅俊
- 衣裳デザイン：桂由美

### キャスト
| - 香山（吉川）玲子：麻田ルミ - 香山寿子：森光子 - 吉川誠一：井上孝雄 - 吉川まゆみ：押田美香（子役） - 吉沢和郎：名古屋章 - 吉沢みちよ：春川ますみ - 高山（箱崎）由紀子：黒柳徹子 - 箱崎二郎：松山英太郎 - 片岡治：工藤堅太郎 - 片岡忠吾：若宮大祐 - 藤井先生：中原早苗 - 水野先生：初井言榮 - 富島先生：大出俊 - 田島先生：勝呂誉 - 北川和子：広井きぬえ - 米田雅子：佐羽裕子 - 内藤光子：清水石明美 - 河合良夫：上西孝 - 真二：赤塚真人 - 黒田勘一：花上晃 - 南沢敏江：君嶋清美 - 木原：山本廉 | - 丸井咲子：松浪志保 - 土岐ゆりえ：真理明美 - 永山京子：榊ひろみ - 久保田千鶴子：沢久美子 - 綾部のり子：北川めぐみ - 岸田キヌ江：西村良子 - 金沢夏子：川口敦子 - 三宅夫人：小園蓉子 - 熊倉夫人：生田三津子 - ミヤ子：浅利和子 - 近藤編集長：織本順吉 - すえ：沢村貞子 - 和夫：財津一郎 - 町田巡査：神田隆 - 村上悦子：悠木千帆（現・樹木希林） - 村上浩平：砂塚秀夫 - 久保田信策：北沢彪 - 駒形由美子：日吉ミミ |

### 放映リスト
| 話数 | 放送日         | サブタイトル       | 脚本              | 監督     | ゲスト |
| ---- | -------------- | ------------------ | ----------------- | -------- | --- |
| 1    | 1970年10月2日  | 高校生女房とは     | 西沢裕子          | 久松静児 | 永井秀和、村上猛、元吉まゆみ、清水文子、森美知子、馬渕晴子、赤木春恵                                                                      |
| 2    | 1970年10月9日  | プロポーズ         | 西沢裕子          | 久松静児 | 永井秀和、元吉まゆみ |
| 3    | 1970年10月16日 | 結婚の決意         | 西沢裕子          | 久松静児 | 永井秀和、村上猛、平山由紀子、片山滉、坂本清秋                                                                                            |
| 4    | 1970年10月23日 | 初夜               | 西沢裕子          | 久松静児 | 森川信、高津住男、如月寛多 |
| 5    | 1970年10月30日 | 高校生妻誕生       | 西島大            | 阿部毅   | 村上猛、平山由紀子 |
| 6    | 1970年11月6日  | 団地は大騒ぎ       | 西島大            | 阿部毅   | 田村魚菜（特別出演）、逗子とんぼ、宮内順子                                                                                                |
| 7    | 1970年11月13日 | 高校生と妻の間     | 西島大            | 阿部毅   | 鎌田英男、島田芳子、松本弘明、村上猛、元吉まゆみ                                                                                          |
| 8    | 1970年11月20日 | 赤ちゃん誕生!      | 西沢裕子          | 板谷紀之 | 砂川啓介、大山のぶ代、榛名潤一 |
| 9    | 1970年11月27日 | 大ピンチ妻の座     | 池田一朗          | 板谷紀之 | 玉井鎌介 |
| 10   | 1970年12月4日  | ボーイフレンド     | 西沢裕子 板谷紀之 | 堀内真直 | 倉丘伸太郎、高橋元太郎、円田竜子、糸井光夫、安藤久美子、池田カシ吉、 関口文彦、多賀谷鋭二、星野富士男、戸塚孝、久本昇、渡辺貞男           |
| 11   | 1970年12月11日 | 貞操の危機         | 西沢裕子          | 堀内真直 | 十朱久雄、河村有紀、外野村晋、巽秀太郎、島田陽子、円田竜子、玉川長太、堀川和栄、渡辺典子、山下干浪、大庭健二、村山辰昭                    |
| 12   | 1970年12月18日 | ほんものとにせもの | 西沢裕子          | 久松静児 | 久里千春、立原博、駒一平 |
| 13   | 1970年12月25日 | 家出したイブの夜   | 西沢裕子 金子佳子 | 久松静児 | 水戸金二、田中筆子、澄川透、藤木茂、鈴木志郎                                                                                              |
| 14   | 1971年1月1日   | 無金旅行           | 池田一朗          | 根本順善 | 左卜全、南利明、江戸家猫八、桜京美、ギャグ・メッセンジャーズ（須間一路、丘さと志、町田陽介）、堀川和栄、新井恒弘、久遠利三                |
| 15   | 1971年1月8日   | ひとりで寝たいの   | 板谷紀之          | 久松静児 | 箕輪律子、大谷悦子、小笠原優悦、岡本正勝                                                                                                  |
| 16   | 1971年1月15日  | もう一人の十六才   | 根本順善          | 根本順善 | 田沢：高橋まゆみ、真家宏満、矢野間啓二、中原功二、露木すみ子                                                                              |
| 17   | 1971年1月22日  | あげてよかった     | 池田一朗          | 久松静児 | 和田浩治、久太郎：花沢徳衛、飯塚洋子：磯野洋子、宝生あやこ、花岡菊子、河上喜史郎、矢代康二、谷川玲子                                      |
| 18   | 1971年1月29日  | にくまれっ子       | 西島大            | 堀内真直 | 木田三千雄、本山可久子、加藤欣子 |
| 19   | 1971年2月5日   | まま母と言われて   | 西沢裕子          | 堀内真直 | 松山省二、天野新士、浅茅しのぶ、古賀浩二、上野綾子、角田雅生、横田陽子、高村章子、島田ひさよ、田代まゆみ                                  |
| 20   | 1971年2月12日  | 幻のマイホーム     | 西島大            | 堀内真直 | 太刀川寛、武川信 |
| 21   | 1971年2月19日  | 十二時間の恐怖     | 西沢裕子          | 根本順善 | 根岸一正、松島真一、日野道夫、小柴隆、浅見比呂志、山田正義、木田富也、露木護                                                              |
| 22   | 1971年2月26日  | 初恋のひと         | 池田一朗          | 堀内真直 | 山口加奈江：牧紀子、純太郎：根上淳 |
| 23   | 1971年3月5日   | 離婚騒動           | 根本順善          | 堀内真直 | 重森輝江、加藤欣子、中村是好 |
| 24   | 1971年3月12日  | 初めての経験       | 西沢裕子          | 根本順善 | 笠置シヅ子、桂菊丸、桂高丸、佐山俊二、小田まり、牧元潤子、中村万里、中村哲、J・メイヤー、マロス・ヘリー                                   |
| 25   | 1971年3月19日  | 女のしあわせ       | 西沢裕子          | 根本順善 | 笠置シヅ子、宍戸錠、鮎川浩、小田まり、桂菊丸、川口恵子                                                                                    |
| 26   | 1971年3月26日  | 二人だけの夜       | 池田一朗          | 堀内真直 | 喜多野純、きさらぎ純、宮尚子 |
| 27   | 1971年4月2日   | 花嫁修業           | 西島大            | 堀内真直 | 葉山葉子、石川伶 |
| 28   | 1971年4月9日   | 誘かい             | 三枝睦明          | 根本順善 | 谷村昌彦、関敬六、頭師佳孝、亀井三郎、田中正直、露木護、大友純                                                                            |
| 29   | 1971年4月16日  | 結婚指輪           | 池田一朗          | 根本順善 | 寄山弘、川瀬秀司 |
| 30   | 1971年4月23日  | 赤ちゃん欲しいの   | 三枝睦明          | 堀内真直 | 天路圭子、吉岡ユリ、亀田秀紀、横田陽子、高村章子、田中早苗、稲田暁子、氏家抄子                                                            |
| 31   | 1971年4月30日  | 見合い恋愛         | 西沢裕子          | 堀内真直 | 広瀬楊子、和沢昌治、茂市：曽我廼家五郎八                                                                                                  |
| 32   | 1971年5月7日   | 母の秘密           | 西島大            | 根本順善 | 岡田英次、細川俊夫、高島敏郎 |
| 33   | 1971年5月14日  | あなたに首ったけ   | 根本順善          | 根本順善 | 幸之助：美川陽一郎、山口加奈江：牧紀子、純太郎：根上淳                                                                                    |
| 34   | 1971年5月28日  | おさな妻志願       | 高橋昇之助        | 堀内真直 | 谷幹一、戸浦六宏、頭師孝雄、小能成治 |
| 35   | 1971年6月4日   | うわさの女         | 西島大            | 堀内真直 | 小柳ルミ子、谷幹一、有崎由美子、小柳冴子、小笠原まり子、結城千晶、加藤由美、田村佳子                                                      |
| 36   | 1971年6月11日  | ストライク青春     | 西島大            | 根本順善 | 塩沢とき、小海とよ子、川名美也子 |
| 37   | 1971年6月18日  | モデル騒動         | 西沢裕子          | 根本順善 | 瀬木：村井国夫、黒木進、集三枝子、高岡健二、田中淳一、大羽博子、鈴木正美、山田寛一、塚田正昭、伊藤正博、三上隆                            |
| 38   | 1971年6月25日  | 駈け落ち作戦       | 三枝睦明          | 馬越安彦 | 茂市：曾我廼家五郎八、半藤浩一 |
| 39   | 1971年7月2日   | 団地妻の敵         | 三枝睦明          | 根本順善 | 恵子：佐々木愛、森良子、南部あき、愛川ルミ子                                                                                              |
| 40   | 1971年7月16日  | 恐怖の目撃者       | 池田一朗          | 根本順善 | 野村保：吉田輝雄、人見きよし、塩沢とき、小泉郁之助、梶浩明、平塚二郎、松島真一                                                            |
| 41   | 1971年7月23日  | 女高生の条件       | 木俣和夫          | 馬越安彦 | 良子：松坂慶子、山田禅二、工藤富子、河上喜志郎、神有介、八代康二、小出宏、板倉祥子、宍倉るみ                                              |
| 42   | 1971年7月30日  | ホット・パンツ     | 西島大            | 深沢清澄 | 戸浦六宏、牧元潤子 |
| 43   | 1971年8月6日   | 先生の縁談         | 西沢裕子          | 深沢清澄 | 武藤慎吾：安井昌二、佐竹明夫、瞳ちえ、きさらぎ純、大原百代、若原初江、雨宮久美子                                                          |
| 44   | 1971年8月13日  | 脅迫者はだれだ     | 池田一朗          | 根本順善 | 安井刑事：葉山良二、野村健一：沖田駿一、利吉エミ：篠由起、塩沢とき、柳瀬志郎、 高野沙里、福田トヨ、直木みつ男、渋谷建三、武田守正、浜エリ |
| 45   | 1971年8月20日  | お金と友情         | 高橋昇之助        | 根本順善 | 嘉手納清美、安岡史郎：川口恒、水町千代子、多田藤紀、小山いく子、佐瀬陽一                                                                  |
| 46   | 1971年8月27日  | がんばらなくちゃ   | 高橋昇之助        | 板谷紀之 | 板東クリ子：岸ユキ |
| 47   | 1971年9月3日   | 片思い             | 西島大            | 板谷紀之 | 本田みちこ、鈴村益代、岡部絹子、牧元潤子                                                                                                  |
| 48   | 1971年9月10日  | 七人の敵あり       | 池田一朗          | 根本順善 | 長沢純、高城淳一、海野かつを、うえずみのる、塩沢とき、久里みのる、つるぎだよしお、有崎由見子                                              |
| 49   | 1971年9月17日  | 結婚行進曲         | 根本順善          | 根本順善 | 田沢：高橋まゆみ、高橋長英、曽根秀介、吉原昇、磯野美智子、南山ゆかり、中川正明                                                            |
| 50   | 1971年9月24日  | 妊娠               | 西島大            | 根本順善 | 千代恵美、山内淑子 |

### 主題歌
- 「おさな妻」（歌：麻田ルミ）
  - 作詞：山口あかり／作曲・編曲：井上かつお（フィリップス・レコード）

### 放送局
- 東京12チャンネル（制作局）：金曜 20:00 - 20:56
- 秋田放送：月曜 15:00 - 15:56　→ 月曜 15:55 - 16:50[3]
- 岩手放送：金曜 16:05 - 17:00[4]
- 山形放送：火曜 15:00 - 15:55[5]
- 東北放送：火曜 15:20 - 16:15（1971年3月まで）　→ 火曜 15:05 - 16:00（1971年4月から）[6]
- 福島テレビ：月曜 16:00 - 16:58[7]
- 静岡放送
- 北日本放送
- 中京テレビ
- 西日本放送：日曜 22:30 - 23:26
- 毎日放送
- 中国放送：火曜 15:00 - 15:56[8]
- 南海放送
- 山陰放送
- テレビ山口
- テレビ西日本
- 熊本放送
- 南日本放送

## 単発テレビドラマ版
1983年8月8日にテレビ朝日の月曜ワイド劇場枠で「おさな妻 私を抱いて…16歳の初夜」として放映された。同項目を参照。

## その他のドラマ版
月曜ドラマランド（フジテレビ）
- 奥様は不良少女!? おさな妻

1985年6月10日放映｡主演は工藤夕貴｡ コメディータッチのドラマ。
- 奥さまは不良少女!? おさな妻2

1986年6月2日放送｡ 主演は工藤夕貴｡ 上記ドラマの続編。
- おさな妻!ママはあぶない17才!!

1987年7月20日放映｡ 主演は渡辺満里奈。中高生向きのラブコメ色の強い作風になっている。

## 漫画
わたなべまさこが漫画化したものが、『別冊セブンティーン』（集英社）1970年6月号に掲載されている。

## 関連事項
- おくさまは18歳 - 同時期の似た設定の作品。
- おさなづま - 同題名の漫画作品だが、本作との関連はない。